# Bob Simon
Robert David ”Bob” Simon, född 29 maj 1941 i New York, död 11 februari 2015 i New York, var en amerikansk TV-korrespondent för CBS News.

## Biografi
Simon avlade 1962 Phi Beta Kappa-examen vid Brandeis University i historia. Från 1964 till 1967 arbetade han vid amerikanska utrikesförvaltningen och var Fulbrightstipendiat i Frankrike och Woodrow Wilson-student. Från 1969 till 1971 arbetade han på CBS News byrå i London, och var 1971–1977 stationerad vid byråerna i London och Saigon som korrespondent för Vietnamkriget. Från 1977 till 1981 var han förlagd till CBS News Tel Aviv-byrå.
Under sin karriär täckte Simon kriser, krig och oroligheter i 67 länder. Han rapporterade om tillbakadragandet av amerikanska trupper från Vietnam, Yom Kippur-kriget 1973, och studentprotesterna i Kina på Himmelska fridens torg 1989. Under persiska Gulfkriget 1991, tillfångatogs han och fyra av hans TV-team och fängslades av Irak i 40 dagar, om vilka erfarenheter han skrev en bok, Forty Days.
Simon blev ordinarie korrespondent för CBS 60 Minutes 1996 och för 60 Minutes II 1999. Vid tiden för sin död i en bilolycka, tjänstgjorde han som 60 Minutes ledande utrikeskorrespondent. Simon beskrivs som att ha varit "en gigant i radiojournalistik" av CBS News VD David Rhodes, och är erkänd som en av de få journalister som har täckt de flesta av de stora utländska konflikterna sedan 1969.
För sin omfattande rapportering under en 47-åriga karriär tilldelades han mer än 40 stora utmärkelser, inklusive Overseas Press Clubs utmärkelser och 27 Emmy Awards för journalistik.